# Championnat d'Irlande de hockey sur glace
L'Irish Ice Hockey League (Ligue Irlandaise de hockey sur glace) est le championnat élite en Irlande créé en 2007. Il est composé d'équipes amateurs venant de la république d'Irlande et d'Irlande du Nord.

## Saison 2008-09
- Junior Giants de Belfast
- Rams de Dublin
- Wolves de Dublin
- Bulls de Dundalk
- Flyers IHC
- Latvian Hawks

## Palmarès
- 2007-08 : Bulls de Dundalk
- 2008-09 : Bulls de Dundalk
- 2009-2010 : Chiefs de Charlestown